# Bernat (abat de Sant Quirze, 1204)
Bernat fou abat del monestir Sant Quirze de Colera almenys el 1204. L'única notícia que es té d'aquest abat és que apareix en els diferents abaciologis que la crítica històrica ha fet en el decurs del temps.